# Leucanopsis stuarti
Leucanopsis stuarti är en fjärilsart som beskrevs av Rothschild 1909. Leucanopsis stuarti ingår i släktet Leucanopsis och familjen björnspinnare. Inga underarter finns listade i Catalogue of Life.